# Nannophlebia amnosia
Nannophlebia amnosia – gatunek ważki z rodziny ważkowatych (Libellulidae).